# Эррера, Армандо
Армандо Эррера Монтойя (исп. Armando Herrera Montoya, 6 января 1931, Сьюдад-Хуарес, Мексика — 14 октября 2020, Мехико, Мексика) — мексиканский баскетболист. Участник летних Олимпийских игр 1960 и 1964 годов, бронзовый призёр Игр Центральной Америки и Карибского бассейна 1962 года.

## Биография
Армандо Эррера родился 6 января 1931 года в мексиканском городе Сьюдад-Хуарес.
В 1959 году играл за сборную Мексики на баскетбольном турнире Панамериканских игр в Чикаго.
В 1960 году вошёл в состав сборной Мексики по баскетболу на летних Олимпийских играх в Риме, занявшей 12-е место. Провёл 8 матчей, набрал 126 очков (27 — в матче со сборной Пуэрто-Рико, 22 — с Бразилией, 17 — с Венгрией, 16 — с Испанией, 13 — с Францией, 12 — с Японией, 11 — с Филиппинами, 8 — с СССР).
В 1962 году завоевал бронзовую медаль баскетбольного турнира Игр Центральной Америки и Карибского бассейна в Кингстоне.
В 1964 году вошёл в состав сборной Мексики по баскетболу на летних Олимпийских играх в Токио, занявшей 12-е место. Провёл 8 матчей, набрал 31 очко (8 — в матче со сборной Пуэрто-Рико, 5 — с Венгрией, по 4 — с СССР, Канадой и Финляндией, по 2 — с Италией, Польшей и Австралией).
По окончании игровой карьеры стал тренером. Возглавлял «Дистрито Федералес» и «Ацтекас» из Мехико.
Умер 14 октября 2020 года в Мехико.